# 旺库尔
旺库尔（法語：Wancourt，法語發音：[wɑ̃kuʁ]）是法国上法蘭西大區加来海峡省的一个市镇，属于阿拉斯区。

## 地理
旺库尔（50°14'52"N, 2°52'14"E）面积8.9 平方千米，位于法国上法蘭西大區加来海峡省，该省份为法国北部沿海省份，西北濒北海，南至索姆省，东临北部省。
与旺库尔接壤的市镇（或旧市镇、城区）包括：弗希、盖马普、埃尼内勒、蒙希勒普勒、讷维尔维塔斯、科热勒河畔圣马丹、蒂卢瓦莱莫夫莱讷。

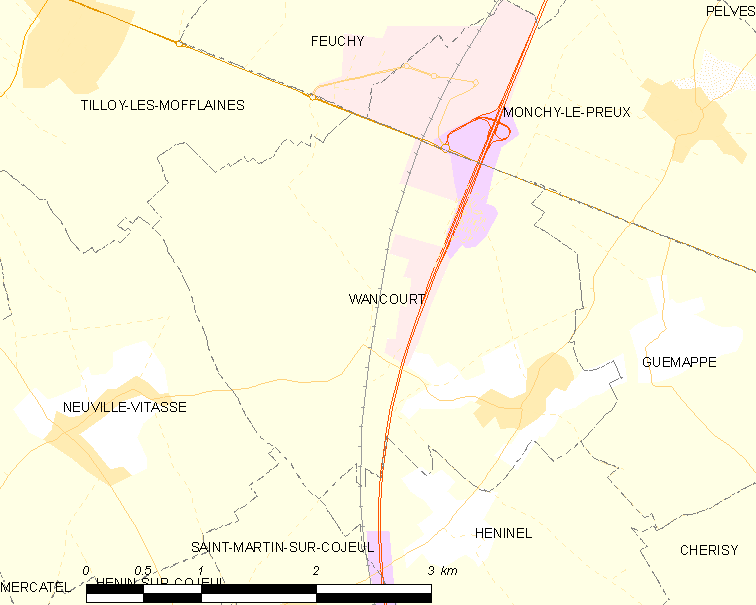
旺库尔的OSM定位图

旺库尔的时区为UTC+01:00、UTC+02:00（夏令时）。

## 行政
旺库尔的邮政编码为62128，INSEE市镇编码为62873。

## 政治
旺库尔所属的省级选区为阿拉斯第三县。

## 人口

1962-2008年间旺库尔人口变化图示

旺库尔于2022年1月1日时的人口数量为630人。